# Кемеровский городской совет народных депутатов
Кемеровский городской Совет народных депутатов - представительный орган муниципального образования «город Кемерово», наделенным собственными полномочиями по решению вопросов местного значении.

## Общая характеристика
Кемеровский городской Совет народных депутатов является выборным коллегиальным представительным органом муниципального образования «город Кемерово», наделенным правом представлять интересы населения и принимать от его имени решения. Совет состоит из 36 депутатов, избираемых на основе всеобщего равного и прямого избирательного права при тайном голосовании сроком на 5 лет.
Депутаты избираются по смешанной избирательной системе: 18 депутатов по пропорциональной системе и 18 по мажоритарной системе относительного большинства. Совет может осуществлять свои полномочия в случае избрания не менее двух третей от установленной численности депутатов. 

## История
История местного самоуправления в Кемерово началась в советский период. Уже в 1917 году был создан Совет рабочих депутатов Кемеровского рудника, который взял власть в свои руки. В 1918 году был образован Щегловский уезд, а позднее город получил современное название Кемерово.
Современная система местного самоуправления в Кемерове была сформирована в 1990-е годы в ходе реформ местного самоуправления. Действующий Устав города был принят 24 июня 2005 года Кемеровским городским Советом народных депутатов.

## Структура и состав
Председателем Кемеровского городского Совета народных депутатов с 2021 года является Юрий Александрович Андреев. 
Кемеровском городском Совете действуют 4 постоянных комитета:
1. Комитет по развитию местного самоуправления и безопасности
2. Комитет по развитию социальной сферы города
3. Комитет по развитию городского хозяйства
4. Комитет по бюджету и развитию экономики

По результатам выборов 2021 года партийный состав Совета седьмого созыва следующий:
- Единая Россия — 26 депутатов (72,77% голосов)
- КПРФ — 5 депутатов (9,5% голосов)
- Справедливая Россия — Патриоты — За правду — 3 депутата (7,71% голосов)
- ЛДПР — 2 депутата (5,9% голосов)[9]